# Turid Knaak
Turid Knaak (* 24. Januar 1991 in Essen) ist eine ehemalige deutsche Fußballspielerin und Wissenschaftliche Mitarbeiterin.

## Karriere

### Vereine
Turid Knaaks Karriere begann beim SC Rellinghausen. Über den SC Steele 03/20 und die SG Essen-Schönebeck wechselte sie im Jahre 2003 zum FCR 2001 Duisburg. 2007 wurde sie mit den B-Juniorinnen Deutscher Meister. Im Endspiel gegen den FC Bayern München erzielte sie das entscheidende Tor zum 1:0-Sieg. Zur Saison 2007/08 rückte sie in den Kader der ersten Mannschaft auf und erzielte in ihren ersten zwei Bundesligaspielen jeweils ein Tor. Im dritten Spiel blieb sie torlos, dafür gelangen ihr am 4. Spieltag zwei Tore.
Zur Saison 2011/12 wechselte Knaak mit einem bis 2013 gültigen Vertrag zu Bayer 04 Leverkusen, für den sie am 21. August 2011 (1. Spieltag) bei der 0:3-Niederlage gegen den FC Bayern München debütierte. In der Sommerpause 2014 unterschrieb sie beim englischen Erstligisten Arsenal LFC einen zweimonatigen Leihvertrag, währenddessen sie zu vier Liga- und drei Pokaleinsätzen kam. Am 24. März 2017 verpflichtete die SGS Essen Knaak mit Beginn der Saison 2017/18. Zur Saison 2020/21 wechselte sie als Profispielerin in die Primera División zu Atlético Madrid. Im Juli 2021 kehrte sie nach Deutschland zurück und wurde vom VfL Wolfsburg unter Vertrag genommen. Zum Ende der Saison 2021/22 verkündete Knaak das Ende ihrer aktiven Fußball-Karriere.

### Nationalmannschaft
Für die U-15-Nationalmannschaft absolvierte Turid Knaak fünf Länderspiele und erzielte fünf Tore. Damit ist sie die Rekordtorschützin der U-15-Auswahl. Mit der U-19-Nationalmannschaft nahm sie im Mai 2010 an der U-19-Europameisterschaft teil und wurde Torschützenkönigin.
Danach gehörte sie dem Kader der U-20-Nationalmannschaft an, mit der sie 2010 Weltmeisterin im eigenen Land wurde. Am 30. September 2010 gab sie ihr Debüt in der U-23-Nationalmannschaft.
Am 15. Oktober 2015 wurde Turid Knaak erstmals für die A-Nationalmannschaft nominiert, ihr Debüt gab sie für diese jedoch erst am 10. April 2018 bei einem WM-Qualifikationsspiel gegen Slowenien. Ihr erstes Länderspieltor für die A-Nationalmannschaft erzielte sie am 10. Juni 2018 in Hamilton beim 3:2-Testspielsieg über die Nationalmannschaft Kanadas mit dem Treffer zum Endstand in der 84. Minute per Kopf. Für die WM 2019 wurde sie von der neuen Bundestrainerin Martina Voss-Tecklenburg ins deutsche Team berufen.

## Sonstiges
Turid Knaak absolvierte ein Studium im Fach Sonderpädagogik an der Universität zu Köln und war dort seit ihrem Abschluss 2016 im Department für Heilpädagogik und Rehabilitation der Humanwissenschaftlichen Fakultät als Wissenschaftliche Mitarbeiterin tätig. Sie promovierte 2021 mit der Dissertation Bedeutung und Förderung grundlegender Schreibkompetenzen bei Schülerinnen und Schülern mit Lernschwierigkeiten.
Turid Knaak ist nicht mit ihrer ehemaligen Teamkameradin Rebecca Knaak verwandt.
Am 20. Oktober 2015, fünf Tage nach ihrer ersten Nominierung in die Nationalmannschaft, zog sie sich im Trainingsspiel beim PEC Zwolle durch ein Foul der gegnerischen Torhüterin einen Schien- und Wadenbeinbruch zu. Das Spiel wurde daraufhin abgebrochen.
Seit 2023 ist sie Co-Host des Fußball-Podcasts Copa TS von Tommi Schmitt, sowie seit 2025 von SeitenweKKsel mit Fabian Klos.

## Erfolge

### Verein
- Deutsche Meisterin der B-Juniorinnen 2007 (mit dem FCR 2001 Duisburg)
- DFB-Pokal-Siegerin 2009 und 2010 (mit dem FCR 2001 Duisburg)
- UEFA-Women’s-Cup-Siegerin 2009 (mit dem FCR 2001 Duisburg)
- DFB-Hallenpokalsiegerin 2015 (mit Bayer 04 Leverkusen)
- Gewinnerin der Supercopa de España 2021 (mit Atletico Madrid)
- Deutsche Meisterin 2022 (mit dem VfL Wolfsburg)
- Deutsche Pokalsiegerin 2022 (mit dem VfL Wolfsburg)

### Nationalmannschaft
- Algarve-Cup-Sieger 2020 (kampflos)
- U-17-Europameisterin 2008
- 3. Platz bei der U-17-Weltmeisterschaft 2008
- Halbfinale bei der U-19-Europameisterschaft 2010
- U-20-Weltmeisterin 2010